# Бугір Наталія Сергіївна
Ната́лія Сергі́ївна Бугі́р (Гаврише́вська) (нар. 11 вересня 1954, Горлівка) — поетеса. Член НСПУ. (2002)

## Життєпис
Народилася 11 вересня 1954 р. в м. Горлівка Донецької області.
Закінчила Горлівський житлово-комунальний технікум (1985) та Московський заочний університет ім. Н. Крупської. Молодший науковий співробітник Горлівського музею мініатюрної книги ім. В. О. Разумова. Пише російською та українською мовами.
Працювала художником-оформлювачем у 1981-1990 роках.
Від 1991 працює у Палаці дитячо-юнацької творчості у м. Горлівка.
1993–2002 – керівник клубу юних поетів «Ліра».
Від 2004 – працює у Горлівському музеї мініатюрної книги ім. В. Разумова.

## Творчість
Пише українською та російською мовами любовну лірику, вірші громадянського звучання та для дітей.
Авторка збірок  поезій «Горькая весна» (1994), «Третий туз» (1999), «Витинанка» (2000), «Избранное» (2004), «Абетка» (2004, українською і російською мовами; усі – Донецьк).
У доробку також аудіоальбоми пісень російською та українською мовами: «Птицы» (1999), «Тавро», «Слово» (обидва – 2000), «Витинанка» (2001).